# St. Chamond 75 mm TR Mle 1915
Il St. Chamond 75 mm TR Modèle 1915 fu un pezzo d'artiglieria da campagna francese in calibro 75 mm, utilizzato durante la prima guerra mondiale, realizzato dalla Compagnie des forges et aciéries de la marine et d'Homécourt (FAMH) di Saint-Chamond. Il cannone, impiegato dalle divisioni di cavalleria, venne progressivamente rimpiazzato dal 75 mm Mle. 1897.

## Storia
Il cannone da 75 mm TR Saint-Chamond fu sviluppato per l'esercito messicano, cui vennero consegnate 8 batterie prima dell'inizio della Grande Guerra. Era il risultato di modifiche introdotte nel 1913 dalla Saint-Chamond e dal generale messicano Mondragon su una versione della famiglia di cannoni da campagna prodotti dall'azienda a partire dal 1888. Questi pezzi erano basati sull'otturatore a vite interrotta ad azione rapida tipo Darmacier (in seguito Darmacier-Dalzon); la versione a tiro accelerato da 75 mm M.le 1898 venne acquistata dalla Spagna, a scapito di modelli Schneider e Krupp. Nel 1900 venne introdotto un freno di sparo idraulico con recuperatore a molla, che consentì di introdurre nel catalogo dell'azienda il modello a tiro rapido TR ("Tir Rapide").
Le significative perdite in combattimento di eccellenti cannoni campali d'ordinanza francesi da 75 mm Mle. 1897 nel primo anno della prima guerra mondiale e l'esigenza di equipaggiare nuove unità, ulteriormente aggravate dalla crisi delle munizioni all'inizio del 1915, non potevano essere compensate dalla capacità di produzione degli arsenali di stato. A malincuore, quindi, lo stato maggiore francese dovette adottare modelli di cannoni da campo che l'industria privata aveva sviluppato per il mercato dell'esportazione e che, senza godere del prestigio del notre glorieux soixante quinze, tuttavia ne incorporavano la maggior parte delle funzionalità moderne.
Di conseguenza, il Ministero della guerra, oltre a requisire agli Etablissements Schneider du Creusot un lotto di 32 pezzi (otto batterie) di cannoni Schneider PD07 da 75 mm inizialmente destinati alla Grecia, tra settembre e novembre 1914 emise i seguenti ordini:
- 52 batterie di Schneider 75 mm Mle 1912 (PD13 bis) inizialmente progettati per la Russia e adottati dalla Francia nel 1912 come cannone per artiglieria a cavallo.
- 40 batterie di Saint Chamond 75 mm TR Mle 1915 delle Forges et Aciéries de la Marine et d’Homécourt, già adottato dal Messico.

Questi ordini vennero annullati alla fine di novembre 1914 dal direttore generale dell'artiglieria Louis Henry Auguste Baquet, che intendeva evitare la moltiplicazione dei modelli di bocche da fuoco, diffidente della qualità dei cannoni dell'industria privata e non convinto della necessità di ampliare così tanto la produzione di pezzi da campagna. Le pressioni degli industriali e il peggiorare della drammatica carenza di cannoni campali causarono la rimozione del generale Baquet e la conferma degli ordinativi previsti, cui seguirono nel maggio 1915 ulteriori richieste per altre 50 batterie da 75 mm Mle 1912 e altrettante da 75 mm TR.

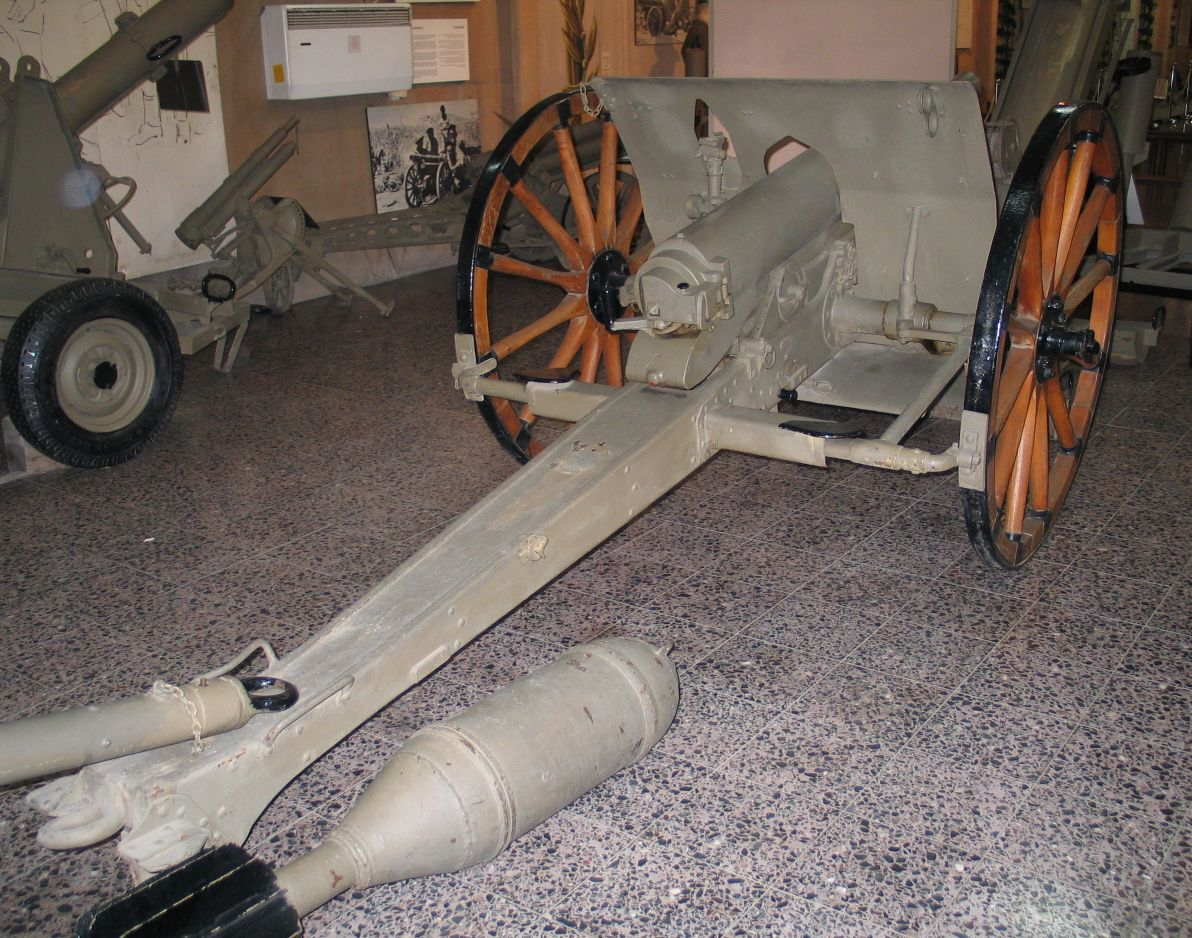
Vista della culatta.

Il cannone messicano venne leggermente modificato nel 1915 secondo le esigenze francesi, in modo da adattarlo all'utilizzo del cannone d'ordinanza da 75 mm M.le 1897. Per questo motivo la Saint-Chamond (ma non l'Armée) si riferivano a questa versione come M.le 1915. Consegnati con molto ritardo tra giugno e ottobre 1915, questi cannoni vennero integrati nelle unità al fronte dall'aprile 1916. Tuttavia questa versione adattata al più potente munizionamento del M.le 1897 non fu testata sufficientemente e iniziò a mostrare segni di cedimento nel sistema di rinculo, sollecitato dagli alti ratei di fuoco richiesti nella Grande Guerra. Questo problema causò la sua rimozione dal fronte e il suo riutilizzo come arma principale delle prime versioni del carro armato francese Saint-Chamond. Anche in questo ruolo venne poi sostituito dal M.le 1897.